# Zoltán Kásás
Zoltán Kásás (Alpár, 15 settembre 1946) è un ex pallanuotista ungherese, vincitore di una medaglia d'argento a Monaco 1972. È il padre del pallanuotista Tamas Kasas. Con il Ferencvaros vinse quattro campionati e otto coppe di Ungheria. Come allenatore ha vinto la Coppa dei Campioni nel 2000 con il Becej e nel 2002 con Olympiakos; ha allenato anche il Ferencvaros, il Vasas, lo Szeged (dove vinse nel 2009 la Coppa LEN) e l'Ortigia Siracusa. Ha guidato la nazionale ungherese alle Olimpiadi del 1988 e in Coppa del Mondo a Berlino nel 1989, dove ha vinto la medaglia di bronzo.